# Amadeu Guerra
Amadeu Francisco Ribeiro Guerra (Tábua, 9 de janeiro de 1955) é um jurista português e atual Procurador-Geral da República, cargo que exerce desde 12 de outubro de 2024.

## Biografia
Nascido a 9 de janeiro de 1955 em Tábua, no distrito de Coimbra, Amadeu Guerra licenciou-se em Direito na Universidade de Lisboa, em 1978. Entre 1980 e 1981, frequentou o Centro de Estudos Judiciários, e logo depois ingressa na magistratura do Ministério Público. Exerceu funções na comarca de Lisboa até 1991, ano em que integra o Gabinete Diretor de Informatização Judiciária. Desempenhou funções na Comissão Nacional de Proteção de Dados Pessoais desde dezembro de 1993 até 2006. Em 2004, é promovido a Procurador-Geral Adjunto.
Foi auditor jurídico no Ministério das Obras Públicas, Transportes e Comunicações, de 2006 a 2008, e nesse último ano integrou o Tribunal Central Administrativo Sul, do qual foi nomeado coordenador em 2009. Em 2013, é nomeado diretor do Departamento Central de Investigação e Ação Penal (DCIAP), exercendo esse cargo até 2019, quando foi nomeado Procurador-Geral Regional de Lisboa. Jubilou-se em agosto de 2020.
A 27 de setembro de 2024, sob proposta do Governo liderado por Luís Montenegro, é nomeado pelo Presidente da República Marcelo Rebelo de Sousa para o cargo de Procurador-Geral da República. Tomou posse a 12 de outubro de 2024, sucedendo a Lucília Gago no mais alto cargo do Ministério Público.